# Bengt Kocken
Carl Bengt Ludvig Kocken, född 21 september 1918 i Gävle, död 7 januari 2012 i Uddevalla, var en svensk arkitekt.
Kocken, som var son till direktör Ruben Kocken och Margit Sjöström, avlade studentexamen i Stockholm 1939, reservofficersexamen 1941 och utexaminerades från Kungliga Tekniska högskolan 1946. Han anställdes på privat arkitektkontor samma år, blev assistent på länsarkitektkontoret i Uppsala 1948, biträdande stadsarkitekt i Uppsala stad 1953, stadsarkitekt i Lidköpings stad 1957 och var stadsarkitekt i Uddevalla stad/kommun 1961–1983. Han bedrev även egen arkitektverksamhet. Som pensionär var han starkt engagerad i utvecklingen av Uddevallas centrum och i aktionsgruppen "Rädda Skeppsviken". Kocken är begravd på Danderyds kyrkogård.

## Verk i urval
- Tingshus för Uppsala läns norra domsaga, 1958.[2]